# Lee Yong-shin
Lee Yong-shin (Hangul: 이용신) es una  actriz de voz y cantante surcoreana.

## Carrera
Además de ser actriz de voz, debutó como cantante celebrando su primer concierto en vivo en 2010, y lanzando su primer álbum de estudio en 2013. Su álbum debut Type Control fue el primer álbum de larga duración grabado por una actriz de voz en su país.

### Actriz de voz

#### Animes
- Alice Academy (학원 앨리스, Tooniverse)
  - Mikan Sakura
- Asagiri no Miko (아침 안개의 무녀, Tooniverse)
  - Kukuri Shirayama
- Bleach (블리치, Tooniverse)
  - Suì-Fēng
- Chrono Crusade (크로노 크루세이드,Tooniverse)
  - Sister Claire
- Clannad (클라나드, Anibox TV)
  - Nagisa Furukawa
- Detective School Q (탐정학원 Q, Tooniverse)
  - Sakurako Yukihira
- Full Moon (달빛천사,Tooniverse)
  - Full Moon
  - Mitsuki Koyama
- Fushigiboshi no Futagohime (신비한 별의 쌍둥이 공주,Tooniverse)
  - Altessa
  - Esteban
  - Nina
- Galaxy Angel (갤럭시 엔젤, Animax)
  - Milfeulle Sakuraba
- Great Teacher Onizuka (GTO, Tooniverse)
  - Tomoko Nomura

- Kaleido Star (카레이도 스타, Tooniverse)
  - Marion Benigni
- Magical Girl Lyrical Nanoha (마법소녀 리리컬 나노하, Tooniverse)
  - Nanoha Takamachi
- My Guardian Characters (캐릭캐릭 체인지, Tooniverse)
  - Amu Hinamori
- Naruto (나루토, Tooniverse)
  - Temari
- Ouran High School Host Club (오란고교 사교클럽, Tooniverse)
  - Chizuru Maihara
- Rozen Maiden (로젠 메이든, Tooniverse)
  - Hinaichigo
- Sgt.Frog (개구리 중사 케로로, Tooniverse)
  - Angol Mois
- Shakugan no Shana (작안의 샤나, Animax)
  - Yukari Hirai
- Sugar Sugar Rune (슈가슈가 룬, Tooniverse)
  - Waffle
- Tsubasa: Reservoir Chronicle (츠바사 크로니클, Tooniverse)
  - Sakura

#### Videojuegos
- Halo: Reach (헤일로: 리치)
  - Noble 6 (femenina)
- League of Legends (리그 오브 레전드)
  - Ahri
  - Katarina
- Master X Master
  - Vita
- StarCraft II: Wings of Liberty (스타크래프트 2: 자유의 날개)
  - Nova Terra

DNF- Artillera
Elsword-ROSE

## Álbum
| Álbum # | Información del Álbum | Lista de canciones | Posiciones                 | Ventas     |
| Álbum # | Información del Álbum | Lista de canciones | KOR                        | Ventas     |
| ------- | --- | --- | -------------------------- | ---------- |
| 1st     | Type Control - Type Control Fecha de lanzamiento: 15 de noviembre de 2013 (Digital) 19 de noviembre de 2013 (Física) Etiqueta: Vitamina Entertainment, P&M Corea Formatos: CD, descarga digital | 1. "Little Blossom" 2. "Because of You" 3. "Now Is the Time to Love" (featuring Bak Hyeong-jun and Kim Jang) 4. "In the Booth" (outtake) 5. "Nine Tails Maid" 6. "No Day But Today" 7. "Once Again Spring Comes" 8. "Freezia" 9. "Another Me" (opening theme from the Korean dub of My Guardian Characters) | 62 (Overall) 54 (Domestic) | - KOR: TBA |